# آوونتون
آوونتون (به فرانسوی: Avanton) یک کمون در فرانسه است که در canton of Neuville-de-Poitou واقع شده‌است. آوونتون ۱۰٫۸ کیلومتر مربع مساحت دارد ۱۱۵ متر بالاتر از سطح دریا واقع شده‌است.